# Rivière Lady Evelyn
La rivière Lady Evelyn est un affluent de la rivière Montréal située dans les districts de  Timiskaming et Sudbury en Ontario (Canada).

## Toponymie
Il porte le nom d' Evelyn Byng, vicomtesse Byng de Vimy, ancienne épouse vice-royale du Canada.

## Cours
La rivière prend sa source au confluent des rivières Lady Evelyn Nord et Sud et se jette à son embouchure dans la rivière Montréal. Il se trouve principalement dans le parc provincial Lady Evelyn-Smoothwater, et principalement dans le district de Timiskaming, à l'exception d'une courte partie de la branche sud à son tronçon le plus au sud, qui se trouve dans le territoire non organisé de Sudbury Nord, et de la pointe la plus au sud du lac Lady Evelyn (en), qui se trouve dans le nord-ouest du district de Nipissing. De nombreuses chutes d'eau se trouvent le long de la rivière Lady Evelyn, comme Frank's Falls. La plus impressionnante et la plus haute est la chute Helen (en) où l'eau tombe en cascade d'une hauteur de plus de 25 m .